# Traminda decessata
Traminda decessata là một loài bướm đêm trong họ Geometridae.